# クリスチャン・ハビエル
- クリスチャン・ハビエア
- クリスチャン・ハビアー

クリスチャン・ハビエル（Cristian Javier, 1997年3月26日 - ）は、ドミニカ共和国サントドミンゴ出身のプロ野球選手（投手）。右投右打。MLBのヒューストン・アストロズ所属。

## 経歴

### プロ入りとアストロズ時代
2015年3月6日にインターナショナル・フリーエージェントでヒューストン・アストロズと契約を結びプロ入り。6月10日に傘下のマイナーチームであるルーキー級ドミニカン・サマーリーグ・アストロズでプロデビュー。このシーズンは同チームで14試合（先発4試合）の登板で42.1回を投げ、4勝0敗、防御率2.13を記録した。
2016年はルーキー級ガルフ・コーストリーグ・アストロズとアパラチアンリーグのルーキー級グリーンビル・アストロズに所属。シーズン成績は2球団合計で13試合（先発6試合）の登板で、51.0回を投げ、4勝2敗1セーブ、防御率2.29を記録した。
2017年はA-級トライシティ・バレーキャッツ、A級クアッドシティーズ・リバーバンディッツ、A+級ビューズクリーク・アストロズに配属。シーズン成績は3球団合計で14試合（先発9試合）の登板で60.0回を投げ、3勝0敗1セーブ、防御率2.25を記録した。
2018年は、4月から6月まではA級クアッドシティーズに所属し、6月から9月はA+級バイーズクリークに転属された。シーズン成績は2球団合計で25試合（先発18試合）の登板で110回を投げ、7勝6敗1セーブ、防御率2.70を記録した。
2019年は、開幕をA+級ファイエットビル・ウッドペッカーズで迎え、5月にAA級コーパスクリスティ・フックスに昇格、更に8月にAAA級ラウンドロック・エクスプレスに昇格した。シーズン成績は3球団合計で26試合（先発18試合）の登板で、113.2回を投げ、8勝3敗4セーブ、防御率1.74を記録した。シーズンオフの11月20日に40人枠に追加された。
2020年は開幕をメジャーで迎え、7月25日のマリナーズ戦でメジャーデビュー。7月29日より先発ローテーション入りし、8月4日のアリゾナ・ダイヤモンドバックス戦でメジャー初勝利を挙げる。レギュラーシーズンはそのままローテーションの一角を担い、12試合（先発10試合）の登板で、54.1回で防御率3.48を記録。チームはワイルドカードとしてプレーオフに進出し、リリーフとしてロースター入り。5試合に登板した。
2021年は開幕ローテーション入りを果たし5月までに9試合に先発登板し防御率3.14を記録。6月からはリリーフに起用変更された。リリーフとしては27試合に登板し防御率3.93、合計で36試合、101.1回を投げて、防御率3.55を記録した。チームは地区優勝を果たし、リリーフとしてプレーオフのロースター入り。6試合に登板し、ワールドシリーズ進出に貢献した。
2022年は開幕はリリーフとしてスタートしたが、4月27日から先発ローテーション入り。6月25日のニューヨーク・ヤンキース戦で7.0回を無安打無失点で抑え、継投したリリーフも無安打無失点で抑えて勝利し、継投でのノーヒットノーランを達成した。また、同試合では13個の三振を奪い、初めて1試合2桁奪三振を記録した。
また、ワールドシリーズでは、11月2日の第5戦に先発登板し、6.0回を無安打無得点に抑え、継投したリリーフも無安打無失点に抑えて勝利し、再び継投ノーノーを達成した。この中には自身とともに、先述のヤンキース戦にも投げていたライアン・プレスリーも含まれていた。
2023年2月10日に5年6400万ドルの条件でアストロズとの契約を2027年まで延長した。また、シーズン開幕前の3月に開催された第5回WBCのドミニカ代表に選出された。この年は31試合に先発登板して162イニングを投げ、10勝5敗、防御率4.56、159奪三振を記録した。
2024年6月5日にトミー・ジョン手術を受け、シーズンの残り試合を欠場することになった。

## 選手としての特徴
高い奪三振率と与四球率。最速98mph・平均91-96mphの空振りが取れるフォーシームと、決め球のスライダーが軸。その他カーブとチェンジアップも使用するが、得意とはしていない。チェンジアップを使いこなせていないことから、左打者を苦にしている。

## 詳細情報

### 年度別投手成績
| 年 度    | 球 団    | 登 板 | 先 発 | 完 投 | 完 封 | 無 四 球 | 勝 利 | 敗 戦 | セ 丨 ブ | ホ 丨 ル ド | 勝 率 | 打 者 | 投 球 回 | 被 安 打 | 被 本 塁 打 | 与 四 球 | 敬 遠 | 与 死 球 | 奪 三 振 | 暴 投 | ボ 丨 ク | 失 点 | 自 責 点 | 防 御 率 | W H I P |
| -------- | -------- | ----- | ----- | ----- | ----- | -------- | ----- | ----- | -------- | ----------- | ----- | ----- | -------- | -------- | ----------- | -------- | ----- | -------- | -------- | ----- | -------- | ----- | -------- | -------- | ------- |
| 2020     | HOU      | 12    | 10    | 0     | 0     | 0        | 5     | 2     | 0        | 0           | .714  | 214   | 54.1     | 36       | 11          | 18       | 0     | 2        | 54       | 4     | 2        | 21    | 21       | 3.48     | 0.99    |
| 2021     | HOU      | 36    | 9     | 0     | 0     | 0        | 4     | 1     | 2        | 5           | .800  | 424   | 101.1    | 67       | 16          | 53       | 1     | 7        | 130      | 6     | 0        | 41    | 40       | 3.55     | 1.18    |
| 2022     | HOU      | 30    | 25    | 0     | 0     | 0        | 11    | 9     | 0        | 1           | .550  | 585   | 148.2    | 89       | 17          | 52       | 0     | 6        | 194      | 5     | 1        | 44    | 42       | 2.54     | 0.95    |
| 2023     | HOU      | 31    | 31    | 0     | 0     | 0        | 10    | 5     | 0        | 0           | .667  | 687   | 162.0    | 143      | 25          | 62       | 0     | 7        | 159      | 4     | 0        | 85    | 82       | 4.56     | 1.27    |
| 2024     | HOU      | 7     | 7     | 0     | 0     | 0        | 3     | 1     | 0        | 0           | .750  | 150   | 34.2     | 30       | 4           | 19       | 0     | 0        | 27       | 1     | 0        | 16    | 15       | 3.89     | 1.41    |
| MLB：5年 | MLB：5年 | 116   | 82    | 0     | 0     | 0        | 33    | 18    | 2        | 6           | .647  | 2060  | 501.0    | 365      | 73          | 204      | 1     | 22       | 564      | 20    | 3        | 207   | 200      | 3.59     | 1.14    |

- 2024年度シーズン終了時

### WBCでの投手成績
| 年 度 | 代 表          | 登 板 | 先 発 | 勝 利 | 敗 戦 | セ ｜ ブ | 打 者 | 投 球 回 | 被 安 打 | 被 本 塁 打 | 与 四 球 | 敬 遠 | 与 死 球 | 奪 三 振 | 暴 投 | ボ ｜ ク | 失 点 | 自 責 点 | 防 御 率 |
| ----- | -------------- | ----- | ----- | ----- | ----- | -------- | ----- | -------- | -------- | ----------- | -------- | ----- | -------- | -------- | ----- | -------- | ----- | -------- | -------- |
| 2023  | ドミニカ共和国 | 1     | 1     | 1     | 0     | 0        | 15    | 4.0      | 2        | 0           | 1        | 0     | 0        | 4        | 0     | 0        | 0     | 0        | 0.00     |

- 太字は大会最高

### 年度別守備成績
| 年 度 | 球 団 | 投手（P） | 投手（P） | 投手（P） | 投手（P） | 投手（P） | 投手（P） |
| 年 度 | 球 団 | 試 合     | 刺 殺     | 補 殺     | 失 策     | 併 殺     | 守 備 率  |
| ----- | ----- | --------- | --------- | --------- | --------- | --------- | --------- |
| 2020  | HOU   | 12        | 3         | 2         | 0         | 1         | 1.000     |
| 2021  | HOU   | 36        | 4         | 1         | 0         | 0         | 1.000     |
| 2022  | HOU   | 30        | 2         | 3         | 0         | 1         | 1.000     |
| 2023  | HOU   | 31        | 5         | 10        | 1         | 2         | .938      |
| 2024  | HOU   | 7         | 1         | 2         | 0         | 0         | 1.000     |
| MLB   | MLB   | 116       | 15        | 18        | 1         | 4         | .971      |

- 2024年度シーズン終了時

### 背番号
- 53（2020年 - ）

### 代表歴
- 2023 ワールド・ベースボール・クラシック・ドミニカ共和国代表